# Kevin Ortega
Kevin Ortega (ur. 26 marca 1992) – peruwiański sędzia piłkarski. Znajduje się na Międzynarodowej Liście Sędziowskiej FIFA od 2019 roku.
Kevin Ortega jest jednym z najmłodszych sędziów w Peruwiańskiej Federacji Piłki Nożnej. 
W 2022 został sędzią meczu na Mistrzostwach Świata mężczyzn.